# Saint-Jean-de-Bournay
Saint-Jean-de-Bournay is een gemeente in het Franse departement Isère (regio Auvergne-Rhône-Alpes). De plaats maakt deel uit van het arrondissement Vienne. Saint-Jean-de-Bournay telde op 1 januari 2022 4.762 inwoners.  

## Geografie
De oppervlakte van Saint-Jean-de-Bournay bedroeg op 1 januari 2022 26,87 vierkante kilometer; de bevolkingsdichtheid was toen 177,2 inwoners per km².

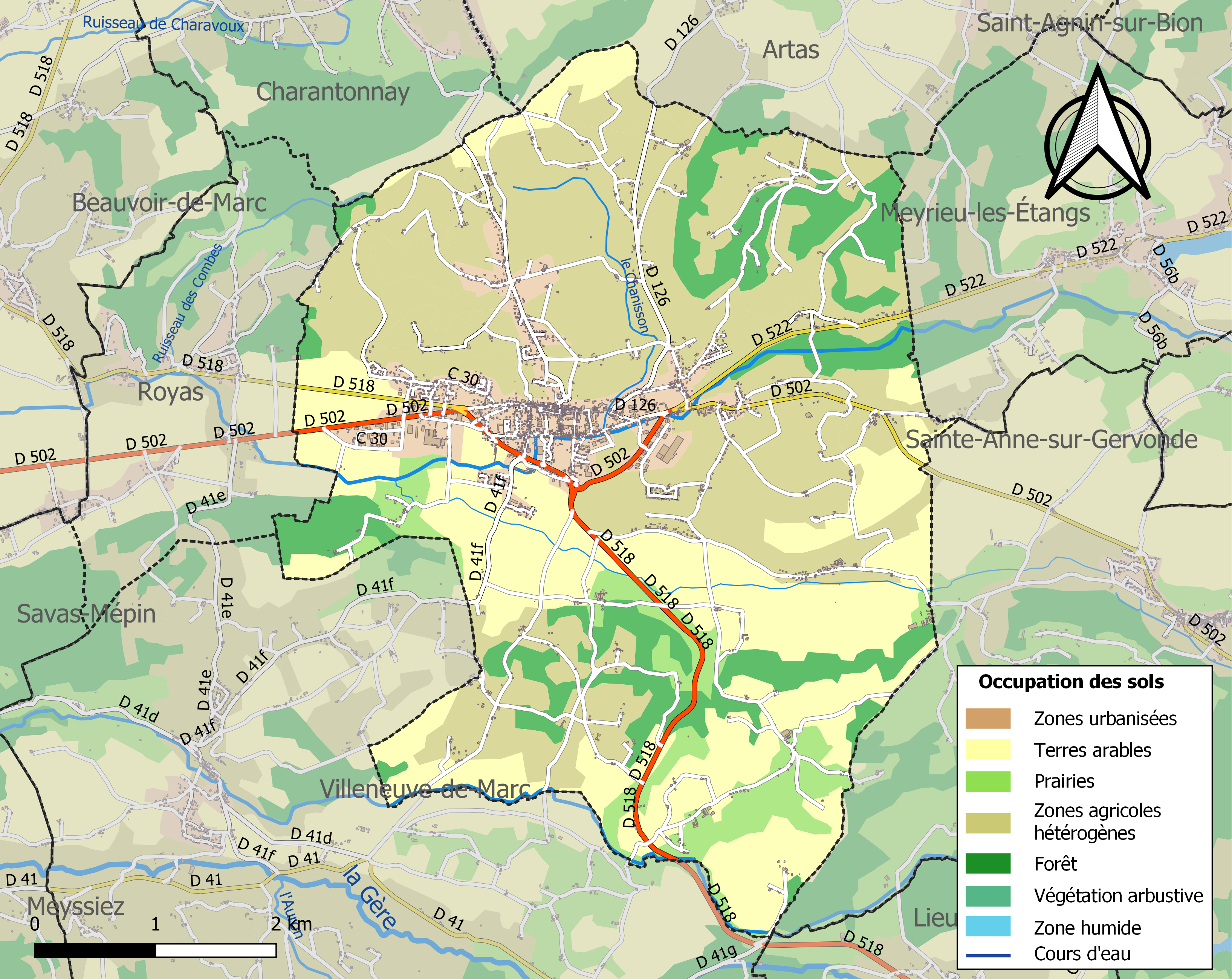
Kaart van de gemeente met de belangrijkste infrastructuur, bodemgebruik en omliggende gemeenten

## Demografie
Onderstaande figuur toont het verloop van het inwonertal (bron: INSEE-tellingen).